# جوان كريوس
جوان كريوس (بالإسبانية: Joan Creus)‏ مواليد 24 نوفمبر 1956 في ريبوليت، إسبانيا، هو لاعب كرة سلة إسباني معتزل. بدأ مسيرته الاحترافية في سنة 1975. يبلغ طوله 5 قدم 9 بوصة (1.8 م). حقق المركز الثاني في بطولة أمم أوروبا لكرة السلة 1983. اعتزل اللعب في 1999.

## المسيرة الاحترافية
لعب مع نادي جرانوليريس لكرة السلة في الدوري الإسباني من سنة 1977 إلى 1980، ثم لعب مع نادي برشلونة لكرة السلة من سنة 1980 إلى 1982، ثم لعب مع نادي جرانوليريس لكرة السلة من سنة 1982 إلى 1993، ثم لعب مع باسكت مانريسا في الدوري الإسباني من سنة 1993 إلى 1999.

## الإنجازات
- الدوري الإسباني لكرة السلة: (1) 1997–98

## روابط خارجية
- جوان كريوس على موقع الاتحاد الدولي لكرة السلة (الإنجليزية)
- جوان كريوس على موقع الدوري الإسباني لكرة السلة (الإسبانية)
- جوان كريوس على موقع بروبوليرز (الإنجليزية)
- جوان كريوس على موقع سبورتس رفرنس (الإنجليزية)
- جوان كريوس على موقع أوليمبيديا (الإنجليزية)